# Municipio de Pierce (Ohio)
El municipio de Pierce (en inglés, Pierce Township) es un municipio ubicado en el condado de Clermont, Ohio, Estados Unidos. Según el censo de 2020, tiene una población de 15 096 habitantes.

## Geografía
Está ubicado en las coordenadas 39°1′26″N 84°16′3″O / 39.02389, -84.26750 (39.023928, -84.267525). Según la Oficina del Censo de los Estados Unidos, tiene una superficie total de 59.9 km², de la cual 59.2 km² corresponden a tierra firme y 0.7 km² son agua.

## Demografía
Según el censo de 2020, hay 15 096 personas residiendo en la zona. La densidad de población es de 255.0 hab./km². El 91.63% de los habitantes son blancos, el 1.23% son afroamericanos, el 0.17% son amerindios, el 1.04% son asiáticos, el 0.01% es isleño del Pacífico, el 0.64% son de otras razas y el 5.29% son de una mezcla de razas. Del total de la población, el 2.17% son hispanos o latinos de cualquier raza.

## Gobierno
Los servicios gubernamentales del municipio están a cargo de una junta integrada por tres trustees y un fiscal, cada uno de ellos elegido por los residentes para períodos escalonados de cuatro años.

## Servicios
El municipio brinda servicios profesionales de tiempo completo de policía, bomberos, control y demarcación de zonas, así como mantenimiento de rutas y caminos.